# Eucharia attenuata
Eucharia attenuata là một loài bướm đêm thuộc phân họ Arctiinae, họ Erebidae.